# Elisabeth Schmook
Elisabeth Schmook (* 19. November 1872 in Breslau; † 4. April 1940 in München) war eine deutsche Kunstmalerin, die in der Tradition der Münchner Schule malte.

## Leben und künstlerisches Wirken
Ihre Kindheit und Jugendzeit verlebte sie in Breslau, wo sie an der Königlichen Kunst- und Gewerbeschule Zeichnen- und Malunterricht erhielt. Zeitlebens wohnte sie mit ihrer Schwester Martha und deren Mann, dem Kunstmaler Max Eduard Giese, der 1916 starb, in einer Wohngemeinschaft in München zusammen. Die Künstlerin selbst blieb unverheiratet.

## Ausstellungen (Auswahl)
- 1912: Ausstellung Frauenkunst Dresden

## Werke (Auswahl)
- Weite Uferlandschaft, Öl/Karton 32,5x45,5
- Landschaft mit Kirchturm, Öl/Karton 35x49
- Schneestudie, Öl/Lwd. 71x50
- Wasserburg, Öl/Lwd. 48x58
- Landschaft mit Haus und Bäumen in Dachau, Öl/Lwd. 63x85
- Norddeutsche Heidelandschaft mit Windmühle, Öl/Lwd./Karton 38x57
- Dorf mit Kirche, Öl/Karton 35x49,5
- Ostseehafen mit Zugbrücke, Öl/Lwd. 64x45
- Landschaft, im Hintergrund die Stadt Augsburg, Öl/Lwd./Karton 20x28
- Kartoffelernte im Dachauer Land, Öl/Lwd./Karton 18x28
- Landschaft bei Dachau, Öl/Lwd. 49x58
- Wirrsal der Träume, Mischtechnik/Papier 70x50
- Sommertag im Dachauer Land, Öl/Karton 30x39,5
- Isarlandschaft bei Bad Tölz, Öl/Lwd. 71x61